# Livia Borgognoni
Livia Borgognoni (Roma, 15 novembre 1957) è una scenografa italiana.

## Biografia
Studia scenografia presso l'Accademia di belle arti di Roma, dove si laurea nel 1980. Dal 1981 inizia a collaborare con produzioni a distribuzione nazionale e internazionale.

## Filmografia

### Cinema
- La casa del sorriso, regia di Marco Ferreri (1991)
- La riffa, regia di Francesco Laudadio (1991)
- Il grande cocomero, regia di Francesca Archibugi (1993)
- La stanza dello scirocco, regia di Maurizio Sciarra (1998)
- Un anno in campagna, regia di Marco Di Tillo (2000)
- Poco più di un anno fa, regia di Marco Filiberti (2003)
- Il compleanno, regia di Marco Filiberti (2009)
- Una donna per amica, regia di Giovanni Veronesi (2014)
- La stoffa dei sogni, regia di Gianfranco Cabiddu (2016)
- The Aspern Papers, regia di Julien Landais (2018)

### Televisione
- Carabinieri - Sotto copertura (2005)

## Riconoscimenti
- David di Donatello
  - 2017 – Candidatura alla migliore scenografia per La stoffa dei sogni

- Ciak d'oro
  - 1991 – Candidatura alla migliore scenografia per La casa del sorriso
  - 2017 – Candidatura alla migliore scenografia per La stoffa dei sogni